# فاطمة بنت عمرو
فاطمة بنت عمرو بن عائذ بن عمران بن مخزوم القرشية  (توفيت عام 576 م) هي جدة النبي محمد ﷺ لأبيه. تزوجها عبد المطلب وأنجبت له أبا طالب والزبير وعبد الله (والد النبي محمد) ومن البنات أميمة وعاتكة وبرة وأروى والبيضاء (أم حكيم)، وهي تعتبر من منجبات العرب لإنجابها ثلاثة أبناء ذكور.

## نسبها
هي فاطمة بنت عمرو بن عائذ بن عمران بن مخزوم المخزومية القرشية، أمها هي صخرة بنت عبد بن عمران بن مخزوم المخزومية القرشية (ابنة عم أبيها).